# Endre Vészi
Endre Vészi (19. října 1916 Budapešť – 9. července 1987 tamtéž) byl maďarský spisovatel a novinář.
Psal do periodik Népszava, Magyar Hírlap a Pesti Napló. V časopisech publikoval i básně, psal též romány, povídky i dramata. Několik jeho děl bylo zfilmováno, např. Věra Angiová režiséra Pála Gábora. Získal Mikszáthovu cenu (1937), Kossuthovu cenu (1978) a třikrát i Cenu Attily Józsefa (1950, 1955, 1965).

## Vybrané dílo
- Végy Oltalmadba (Vezmi mě do ochrany, 1935) – poezie
- Felszabadultál (Osvobodil ses, 1937) – román
- Gyerekkel a karján (S dítětem v náručí, 1938) – próza
- Elsüllyedt Budapest (Propadlá Budapešť, 1946) – sbírka povídek
- A titkárnő (Sekretářka, 1955) – drama
- Hajnali beszélgetés (Rozhovor na úsvitě, 1963) – drama
- Arckép ezer tükörben (Tvář v tisíci zrcadlech, 1964) – poezie
- Darazsak támadása (Útok vos, 1964) – sbírka povídek
- A varázsló kalapjában (V klobouku kouzelníka, 1967) – poezie
- Angi Vera (Věra Angiová, 1977) – próza

### Dílo přeložené do češtiny
- Seznam děl v Souborném katalogu ČR, jejichž autorem nebo tématem je Endre Vészi
- povídka Stříbrný kalich v antologii Satyrova kůže, 1997